# David Pelletier
David Pelletier (Sayabec, 22 novembre 1974) è un pattinatore artistico su ghiaccio canadese, campione mondiale e olimpico in coppia con Jamie Sale.

## Salt Lake City 2002
Durante i XIX Giochi olimpici invernali di Salt Lake City nel 2002, è stato con la sua partner al centro delle cronache sportive. Nel programma lungo la coppia aveva completato un programma libero perfetto sulle note di Love Story, eseguito subito dopo un'esecuzione imperfetta del loro libero da parte della coppia rivale composta dai russi Elena Berežnaja/Anton Sicharulidze. La giuria, con una preferenza di cinque voti a quattro, aveva assegnato l'oro ai russi e l'argento ai canadesi. In seguito la giudice francese aveva confessato di aver accordato la sua preferenza ai russi e non ai canadesi a causa delle pressioni che le aveva fatto il presidente della sua federazione Didier Gailhaguet. Lo scandalo è stato chiuso con una decisione senza precedenti: Salé/Pelletier sono stati premiati con la medaglia d'oro ma, non essendoci alcuna prova di un coinvolgimento di Berežnaja/Sicharulidze, i russi hanno conservato l'oro che gli era già stato assegnato.

## Palmarès
Coppie con Jamie Salé
| Evento                            | 1998–1999 | 1999–2000 | 2000–2001 | 2001–2002 |
| --------------------------------- | --------- | --------- | --------- | --------- |
| Giochi olimpici invernali         |           |           |           | 1°        |
| Campionati mondiali               |           | 4°        | 1°        |           |
| Campionati dei Quattro continenti |           | 1°        | 1°        |           |
| GP Finale                         |           | 5°        | 1°        | 1°        |
| GP Skate America                  |           | 1°        | 1°        | 1°        |
| GP Skate Canada                   | 3°        |           | 1°        | 1°        |
| GP Nations Cup                    |           | 2°        |           |           |
| GP Trophée Lalique                |           |           | 2°        |           |
| GP NHK Trophy                     | 3°        |           |           |           |
| Campionati canadesi               | 2°        | 1°        | 1°        | 1°        |

Coppie con Caroline Roy
| Evento              | 1997–1998 |
| ------------------- | --------- |
| Campionati canadesi | 6°        |

Coppie con Allison Gaylor
| Evento              | 1993–1994 | 1994–1995 | 1995–1996 | 1996–1997 |
| ------------------- | --------- | --------- | --------- | --------- |
| Campionati mondiali |           | 15°       |           |           |
| Nations Cup         |           |           | 12°       |           |
| Campionati canadesi | 8°        | 2°        | 5°        | 6°        |

Coppie con Julie Laporte
| Evento              | 1991–1992 | 1992–1993 |
| ------------------- | --------- | --------- |
| Campionati mondiali | 5°        | 7°        |